# ラ・コルメナ
ラ・コルメナ（西: La Colmena）は、パラグアイ中部、パラグアリ県にある日本人移民の入植地である。人口7,000人（2018年）。

## 移民の背景

### 国交樹立前移民の状況
日本人はパラグアイに移住する歴史は1912年に遡る。当時、日本から永住者として初めてパラグアイに渡った佐幸田兼蔵は、現在のアルト・パラグアイ県のプエルト・カサードのタンニン工場に勤務していたことに始まる。また、1916年、福岡庄太郎が北米、アルゼンチンよりパラグアイの首都のアスンシオンに渡航し、市内で接骨・マッサージ業と花屋を営んだ。

### 国交樹立後から第二次世界大戦までの移民の状況
日本とパラグアイは1919年11月17日、両国間の貿易協定が調印されたことにより、両国の外交関係が樹立された。
日本人が最初に大規模な移住を行ったラテンアメリカの国家はブラジルであった。しかし、ブラジル政府は1934年に可決された二歩制限法で日本人移民を禁止することを決定し、日本の土地会社はアスンシオン南東部で3つに絞られた候補地の本格的な調査が開始された。しかし、1936年2月17日にパラグアイでは革命が勃発し、それまで、ラファエル・フランコ将軍のクーデターによって親日であったエウセビオ・アジャラ大統領は政権の座から追われ、自ら大統領に就任し、調査が中止された。その後1936年4月29日に、フランコ政権は新たに日本人移住に対する大統領令を発布、日本人移住者は試験的に百家族のみ入植可、首都近郊の居住を硬く禁止され、専ら輸出作物の生産に従事すべし等といった旨が通達されることとなった。
とにかくも中断されていた移住地調査は急遽再開の芽を見ることとなり、1936年5月初頭、土地会社は再調査が実施された。最終的に選ばれた場所が、パラグアリ県イビチミ郡イリアルテ地方のパルミーラ耕地であった、現地の通称として呼ばれていた「ラ・コルメナ」（蜂の巣箱）が自らの移住地としての名称として採用され、「ラ・コルメナ移住地」が誕生することとなったのである。
1936年6月29日、7月9日、そして同23日、まずはすでに開拓経験を持つブラジルからの農業指導移住者10家族がラ・コルメナに入植した。日本からは1936年8月17日、第一回移住者11家族81人を皮切りに、1941年9月第28回まで入植が続いた。
移住者は訓練や防疫の手続きを受けたために、神戸の教養所で10日程度の短い訓練を終え、パラグアイの首都アスンシオンまで約2か月の船旅ののち、アスンシオンからは蒸気機関車に乗り、イビチミ駅に到着、その後牛車にて20kmほどの道を半日ほど揺られ、コルメナに到着した。

## アルフレド・ストロエスネルとラ・コルメナの関係
1954年から1989年までパラグアイ大統領を務めたアルフレド・ストロエスネルは、ラ・コルメナをかなりの頻度で訪問しており、主要な訪問暦だけでも、1955年11月5日に運動会に参加、1966年9月9日にパラグアイ日本人移住30周年式典に出席、1972年11月にアグスティーナ・ミランダ高等学校開校式に出席（以降1988年度まで毎年12月卒業式・生産物品評会に出席）、1976年1月21日に農業協同組合の新事務所竣工式に出席、1976年にパラグアイ日本人移住40周年式典に参加、1981年に農村電化点灯式に出席している。1955年11月5日の最初のラ・コルメナ訪問時は記念に運動会が開催され、ストロエスネルも日系子弟と共に参加し、その友好的な態度を露にした。また、ラ・コルメナ訪問の折には野球観戦を好んだという。ラ・コルメナの代名詞の一つである「Capital de La Fruta フルーツの都」という愛称もストロエスネルによって命名されており、ストロエスネルから日系社会が受けた政治的便宜は一般公開されていないが、訪問歴から鑑みるに相当の配慮があったものと推測されている。